# Конструктивная сплошная геометрия
Конструктивная блочная геометрия, КБГ (англ. Constructive Solid Geometry, CSG) — технология, используемая в моделировании твёрдых тел. Конструктивная блочная геометрия зачастую, но не всегда, является способом моделирования в трёхмерной графике и САПР. Она позволяет создать сложную сцену или объект с помощью битовых операций для комбинирования нескольких иных объектов. Это позволяет более просто математически описать сложные объекты, хотя не всегда операции проходят с использованием только простых тел. Так, часто с помощью конструктивной блочной геометрии представляют модели или поверхности, которые выглядят визуально сложными; на самом деле, они являются немногим более чем умно скомбинированные или декомбинированные простые объекты. В некоторых случаях конструктивная блочная геометрия исполняется с помощью полигональных сеток (англ. polygonal mesh), и может быть процедурной и/или параметрической.
Простейшие тела, используемые в конструктивной блочной геометрии — примитивы (англ. primitives), тела с простой формой: куб, цилиндр, призма, пирамида, сфера, конус. Набор доступных примитивов зависит от программного пакета. Так, некоторые программы позволяют создание конструктивной блочной геометрии на основе кривых объектов, а некоторые нет.
Построение более сложного объекта происходит путём применения к описаниям объектов булевых (двоичных) операций на множествах — объединение, пересечение и разность.
Примитив, как правило, может быть описан процедурой, которая принимает некоторые значения параметров, например, для построения сферы достаточно знать её радиус и положение центра.
Примитивы могут быть скомпонованы в составные объекты с помощью таких операций:
| булево объединение                        | булева разность                               | булево пересечение                      |
| ----------------------------------------- | --------------------------------------------- | --------------------------------------- |
| объединение двух объектов                 | разность двух объектов                        | пересечение двух объектов               |
| Объединение: слияние двух объектов в один | Разность: вычитание одного объекта от другого | Пересечение: общая часть обоих объектов |

## Применение

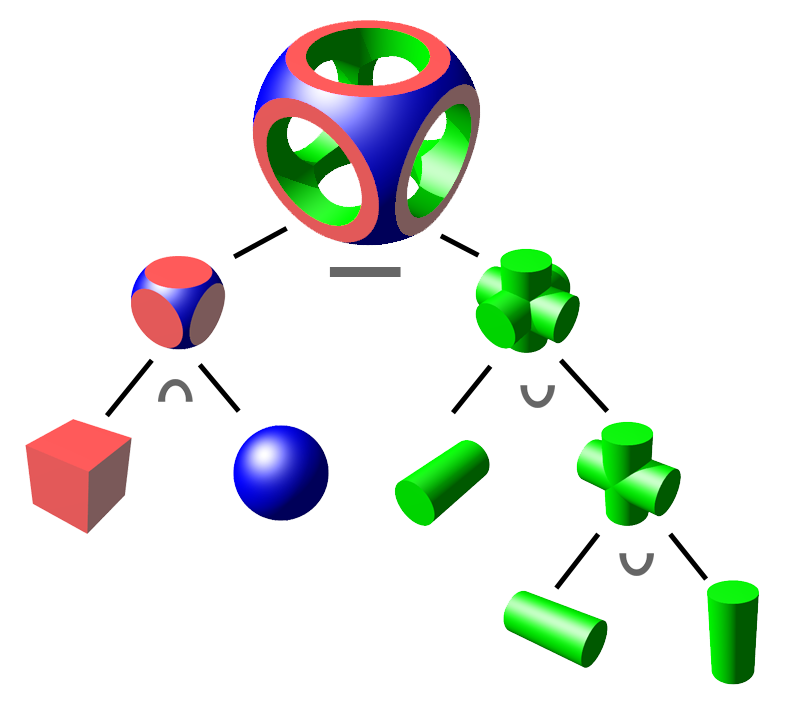
Сложный объект может быть представлен двоичным деревом, где «листья» — это объекты, а узлы — операции. (пересечение, объединение, разность)

Конструктивная блочная геометрия имеет ряд практических применений. Она используется там, где необходима простота (игровой движок, например, Unreal Engine и Source Engine) или математическая точность (САПР, например, определение водонепроницаемости конструкции).

## Программы
- Технология Geo Mod построена на использовании CSG
- BRL-CAD
- Feature Manipulation Engine
- FreeCAD (Juergen Riegel’s)
- GtkRadiant
- POV-Ray
- sgCore (C++/C# библиотека)
- SolidWorks (САПР)
- UnrealEd
- 3D World Studio
- Vectorworks
- OpenSCAD